# Madame Joseph
Pour les articles homonymes, voir Joseph et Cossard.
Madame Joseph (née Aimée Thérèse Victoire Cossard à Meaux le 29 janvier 1778 et morte à Poiseux le 10 octobre 1861) est une femme de lettres nivernaise.

## Biographie
Cette femme, qui a fondé l'une des premières revues littéraires nivernaises, L'Album de la Nièvre, littéraire, critique et des arts, est restée dans un anonymat surprenant.
Née à Meaux en 1778, elle épouse à Corbigny, le 28 juillet 1801, Jean-Baptiste Joseph, instituteur de cette commune.
Elle lance en mars 1823 sa première revue littéraire qui fut imprimée à Nevers chez M. Roch et fils. Elle était faite sous la forme de trois livraisons par mois. Dans cette revue se trouvaient des charades, des logogriphes, des épigrammes, des épitaphes, des poésies et des éphémérides historiques, des annonces et des anecdotes. Le dernier numéro parut à la fin de septembre 1823.
En 1824, elle fait paraître L'Exil de Caïn, faisant suite à la mort d'Abel.
Ne s'arrêtant pas à cet échec, elle lance le 1er août 1826, les Tablettes hebdomadaires de la Nièvre. Elle recueillait des textes et composait des poésies. La revue ne connaîtra que 17 livraisons et s'arrête le 21 novembre 1826. Parmi ses collaborateurs, M. Hzard, agrégé de lettres, professeur de rhétorique au collège de Roanne et qui donnait des leçons de français, latin et grec au pensionnat de M. Pittié à Nevers. Prosper Léotard, bachelier es-lettres signa plusieurs articles. Il est l'auteur de quelques opéras-comiques et fut le directeur d'un journal de lettres, des arts et de modes appelé L'Abeille des Demoiselles.
Elle écrivit :

« Monsieur l'Éditeur, je vois, de plus d'un côté, l'on vous intente un procès, par rapport au mot Rédactrice, employé dans le prospectus de nos Tablettes, et comme il est cdesé que ce mot n'y est resté que sous le bon plaisir de celle qui, déjà avait accepté le titre, je me charge de tout le blâme que cette innovation peut attirer à son auteur. Je m'en charge avec d'autant moins de crainte, que je pense qu'un peu de réflexion suffira pour faire tolérer et même admettre pour ce mot la terminaison féminine. Jusqu'ici, à la vérité, elle n'a pas été grammaticalement reçue ; mais combien de mots n'a-t-on pas créés depuis cinquante ans; et quel crime en a-t-on fait aux introducteurs ?[réf. nécessaire] »

Elle meurt veuve à l'âge de quatre-vingt-trois ans.

## Œuvre
- L'Album de la Nièvre, littéraire, critique et des Arts Imprimée à Nevers à l'Imprimerie de Roch. Première parution en mars 1823, onze livraisons.
- L'Exil de Caïn, faisant suite à la mort d'Abel, dédié à SAR Mgr le duc de Bordeaux avec l'agrément de S.A.R Madame la Duchesse du Berry, Paris et Bordeaux, 1824, in-12, XVI, 270 p.
- Tablettes hebdomadaires de la Nièvre, première parution le 1er août 1826, dix sept livraisons.